# Limotettix cuneatus
Limotettix cuneatus är en insektsart som beskrevs av Sanders och Delong 1920. Limotettix cuneatus ingår i släktet Limotettix och familjen dvärgstritar. Inga underarter finns listade i Catalogue of Life.